# نيكول براندلي
نيكول براندلي (بالإنجليزية: Nicole Brandli)‏ مواليد 18 يونيو 1979، هي متسابقة سويسرية في صنف سباق الدراجات على الطريق. شاركت في دورة الألعاب الأولمبية الصيفية.

## الميداليات
| الميدالية | المسابقة                                    |
| --------- | ------------------------------------------- |
| فضية      | بطولة العالم لسباق الدراجات على الطريق 2002 |
| فضية      | بطولة العالم لسباق الدراجات على الطريق 2001 |
| فضية      | بطولة العالم لسباق الدراجات على الطريق 2002 |

## روابط خارجية
- نيكول براندلي على موقع الاتحاد الدولي للدراجات (الإنجليزية)
- نيكول براندلي على موقع أرشيف الدراجات (الإنجليزية)
- نيكول براندلي على موقع إحصائيات الدراجات الإحترافية (الإنجليزية)
- نيكول براندلي على موقع نسبة الدراجات (الإنجليزية)
- نيكول براندلي على موقع CycleBase (الإنجليزية)
- نيكول براندلي على موقع أوليمبيديا (الإنجليزية)